# Čadinje
Čadinje (Servisch cyrillisch Чадиње) is een plaats in de Servische gemeente Prijepolje. De plaats telt 267 inwoners (2002).